# 다솜학교
다솜학교는 전북특별자치도 정읍시 과교동에 있는 공립 특수학교이다.

## 연혁
- 2011년 3월 1일 : 개교